# Хемниц, Иеронимус Иоанн
Иеронимус Иоанн Хемниц (Johann Hieronymus Chemnitz) — немецкий пастор и конхиолог. Член Леопольдины с 1763 года. Коллекция Хемница была выставлена на аукционе 7 декабря 1802 года в Копенгагене, приобретена Петербургской академией наук и хранится по настоящее время в Санкт-Петербурге.

## Публикации
- «Abhandlung von den Land- und Flussschnecken etc.» (Нюрнберг, 1786);
- «Ausführliche Abhandlung von den Links-Schnecken etc.» (ib., 1786).

Кроме этого, Хемниц издал ещё 7 томов большого сочинения «Martini, Fr. H. W., Neues systematisches Conchylien-Cabinet» (Нюрнб., 1780—1795).